# La culpa (pel·lícula de 1969)
La culpa és una pel·lícula en blanc i negre de l'Argentina dirigida per Kurt Land segons el guió d'Ariel Cortazzo que es va estrenar el 30 d'abril de 1969 i que va tenir com a protagonistes a Libertad Leblanc, Carlos Estrada, Mauricio De Ferraris i Juan Carlos Lamas. Va ser filmada parcialment a la ciutat de Pinamar.

## Sinopsi
Un accident de trànsit i un home ferit de bala provoquen el sentiment de culpa d'una parella.

## Repartiment
- Libertad Leblanc …Márgara
- Carlos Estrada …Rodolfo Guerrero
- Mauricio De Ferraris …Ernesto Ibáñez Linares
- Juan Carlos Lamas …Morales
- Fabio Zerpa …Marcos Ferrari
- Guillermo Helbling …Inspector
- Mario Savino …Presunto asesino
- Lilí Navarro
- Héctor Armendáriz …Gerente
- Aldo Mayo …Jaime Sigal
- Ricardo Darín (padre) …Federico Ramírez
- Sandra Goldín …Niña en sanatorio
- Albertito Viasek …Niño en sanatorio
- Alberto Zucker
- Julio Miguel Oppido
- Dora Cohen
- Blanca Molina
- Geyssa Celeste
- Juan María Mujica

## Comentaris
J.H.S. va escriure a La Prensa:
| « | ”Una producció massa vulgar per aprofundir en el comentari. Cal destacar una bona actuació de Carlos Estrada, que infundeix alguna vitalitat a la seva part.” | » |

revista Gente va dir:
| « | ”La publicitat diu: una pel·lícula que ningú gosaria produir de nou. Afortunadament. Els prenem la paraula.” | » |

Per la seva part, Manrupe i Portela escriuen:
| « | ”Rutinari vehicle en ona psicològica i policial per Libertad Leblanc.” | » |